# Damascus (Virgínia)
Damascus é uma cidade  localizada no estado norte-americano de Virginia, no Condado de Washington.

## Demografia
Segundo o censo norte-americano de 2000, a sua população era de 981 habitantes.
Em 2006, foi estimada uma população de 1072, um aumento de 91 (9.3%).

## Geografia
De acordo com o United States Census Bureau tem uma área de
2,2 km², dos quais 2,2 km² cobertos por terra e 0,0 km² cobertos por água. Damascus localiza-se a aproximadamente 580 m acima do nível do mar.

## Localidades na vizinhança
O diagrama seguinte representa as localidades num raio de 24 km ao redor de Damascus.